# Селецкие
Селецкие (пол. Sielecki) — дворянский род.
Потомство Василия Семёновича Селецкого, сотника Салтыково-Девицкого (1694, 1711—1714). Фамилии Селецких, многие Российскому престолу служили дворянские службы в разных чинах, и жалованы были (1708) поместьями.
К этому роду принадлежал Селецкий, Пётр Дмитриевич (1821—1880) — юрист, киевский вице-губернатор (1858-66), киевский губернский предводитель дворянства (1866-80), тайный советник и гофмейстер (1880), мемуарист, музыкант и композитор, знакомый Т. Г. Шевченко.

## Описание герба
Щит разделён горизонтально на две части, из коих в верхней в голубом поле означены золотом две шестиугольные Звезды, между ними Крест и под ними Полумесяц, рогами вверх обращённый (польский герб Шелига). В нижней части в красном поле три речки, серебром означенные (польский герб Корчак).
Щит увенчан дворянскими шлемом и короной. Нашлемник: Собака, сидящая в золотом Ковше, влево. Намёт на щите красный, подложенный золотом. Герб рода Селецких внесён в Часть 3 Общего гербовника дворянских родов Всероссийской империи, стр. 108.

## Известные представители
- Селецкий Василий Игнатьевич — стряпчий (1692).
- Селецкий Василий Лаврентьевич (ум.1831)
- Селецкий Иван Игнатьевич — стряпчий (1692).
- Селецкий Никифор Акимович — московский дворянин (1692)[2].
- Селецкий Руслан Игоревич (англ. Ruslan Seletskiy; род. 12 июня 1996) — российский социолог, количественный исследователь Института образования[англ.] Университетского колледжа Лондона.[3][источник не указан 327 дней]
- Селецкий Алексей Александрович (14 октября 1979 год) — известный сосудистый хирург[источник не указан 331 день]
- Селецкий Андрей Владиславович (26 июня 1997 год) — российский программист.[источник не указан 331 день]
- Селецкий Игорь Алексеевич (20 декабря 1989 год) — руководитель инфраструктуры крупного Российского банка[источник не указан 331 день]